# Miguel Mañara
Miguel Mañara (ur. 3 marca 1627 w Sewilli, zm. 9 maja 1679 tamże) – hiszpański zamożny szlachcic, który poświęcił swój majątek i wiele lat życia w służbie ubogim.

## Życiorys

### Pochodzenie

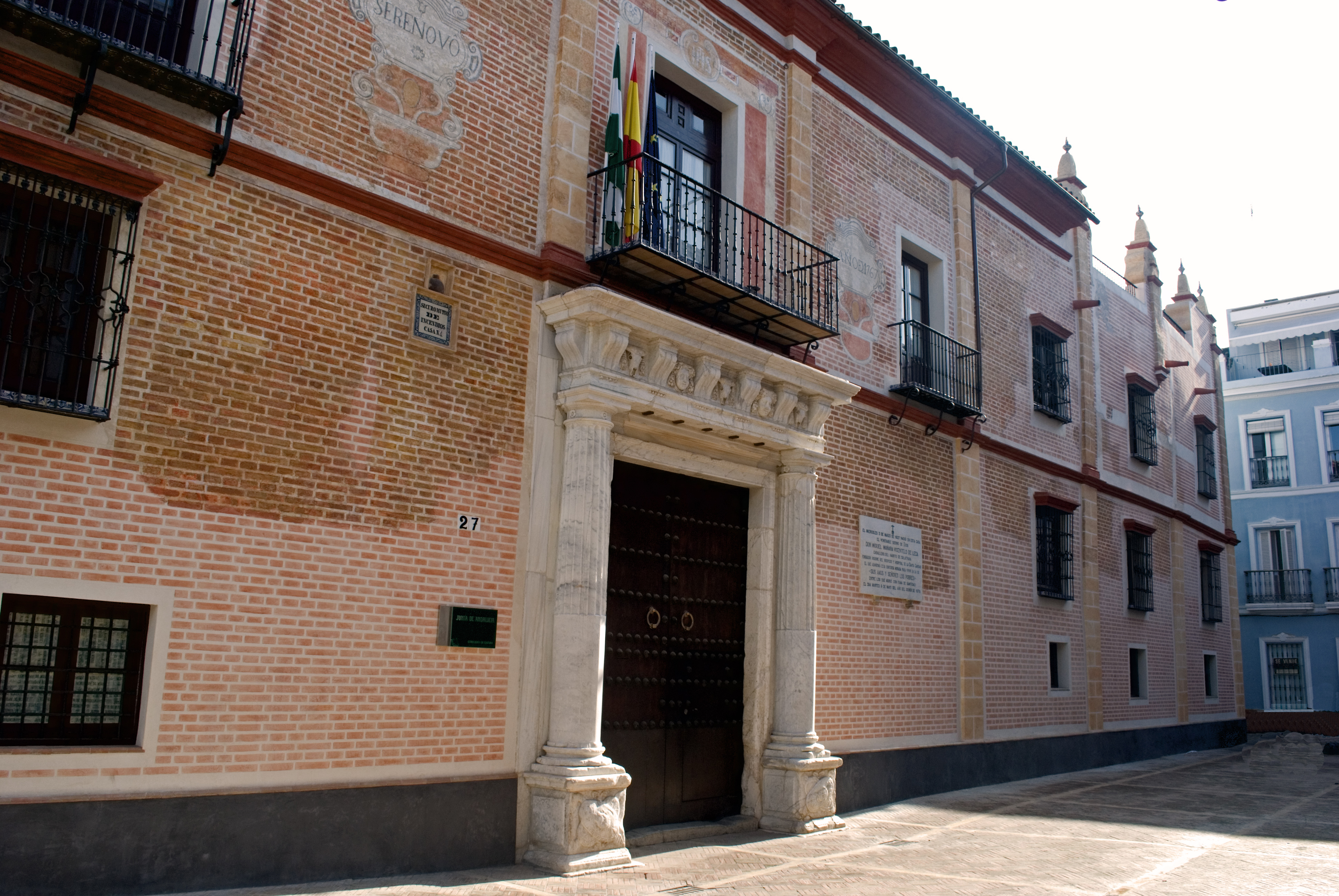
Pałac Mañara. Sewilla

Miguel Mañara urodził się w Sewilli 3 marca 1627 roku w zamożnej rodzinie szlacheckiej. Jego ojciec Tomás Mañara Leca y Colona urodził się około 1574 roku w, należącym do Genui, miasteczku Calvi na Korsyce, w zubożałej rodzinie szlacheckiej. Zbił fortunę na handlu z Ameryką, gdzie spędził swą młodość. Osiadłszy w Sewilli poślubił pod koniec 1611 lub na początku 1612 roku Jerónimę Anfriano Vincentelo, urodzoną około 1590 roku w osiadłej w Sewilli rodzinie korsykańskiej. Don Tomás piastował w Sewilli wysokie stanowiska publiczne, między innymi konsula Konsulatu Spedytorów w Indiach. W 1623 roku małżonkowie kupili pałac przy ulicy Levies w dzielnicy San Bartolomé, gdzie urodził się Miguel Mañara.

### Dzieciństwo
Miguel otrzymał typowe wykształcenie szlacheckie. Uczył się regularnie pod okiem domowego nauczyciela, choć jak podaje ojciec Cárdenas, nigdy nie opanował łaciny. W domu panowała religijna atmosfera. Rodzice utrzymywali kontakty z duchowieństwem, szczególnie z Towarzystwa Jezusowego, mieli własnego kapelana, a w pałacu znajdowało się oratorium. Gdy Miguel miał osiem lat ojciec wystarał się dla niego o habit kawalera Zakonu Kalatrawy. Po śmierci jego dwóch starszych braci został w wieku trzynastu lat jedynym spadkobiercą majątku swych rodziców. Prawne ustanowienie majoratu zostało przeprowadzone w 1633 roku.

### Młodość
W wieku dwudziestu lat został członkiem Rady Zarządzającej Bractwa La Soledad de San Lorenzo. W cztery miesiące po śmierci ojca, w sierpniu 1648 roku, poślubił przez pełnomocnika doñę Jerónimę Marię Antonię Carillo de Mendoza y Castrillo, urodzoną w Guadix w 1628 roku. Zajmował wysokie godności we władzach gminyː był jednym z burmistrzów (alcalde mayor) Sewilli, zasiadał w Radzie Uniwersytetu Handlowego (Universidad de Mercaderes). W 1652 roku umarła mu matka.
Od 1649 roku pojawia się w dokumentach zgromadzonych w archiwach miejskich Sewilli. Jako osoba publiczna pojawia się w negocjacjach z Radą Uniwersytetu Handlowego, jako deputowany do obrony ziemi sewilskiej, wizytator aptek, archiwów, więzienia królewskiego, domu sierot. W latach 1655–1666 był członkiem rady Konsulatu. W 1656 roku podróżował do Madrytu z ramienia Konsulatu, aby przeprowadzić postępowanie przed sądem. W roku 1657 składał, w imieniu miasta, kondolencje rodzinie księcia Osuna, który zmarł jako wicekról Sycylii. W styczniu 1658 roku brał udział w delegacji rycerzy Sewilli, aby pogratulować parze królewskiej narodzin syna Filipa Prospera.

### Nawrócenie

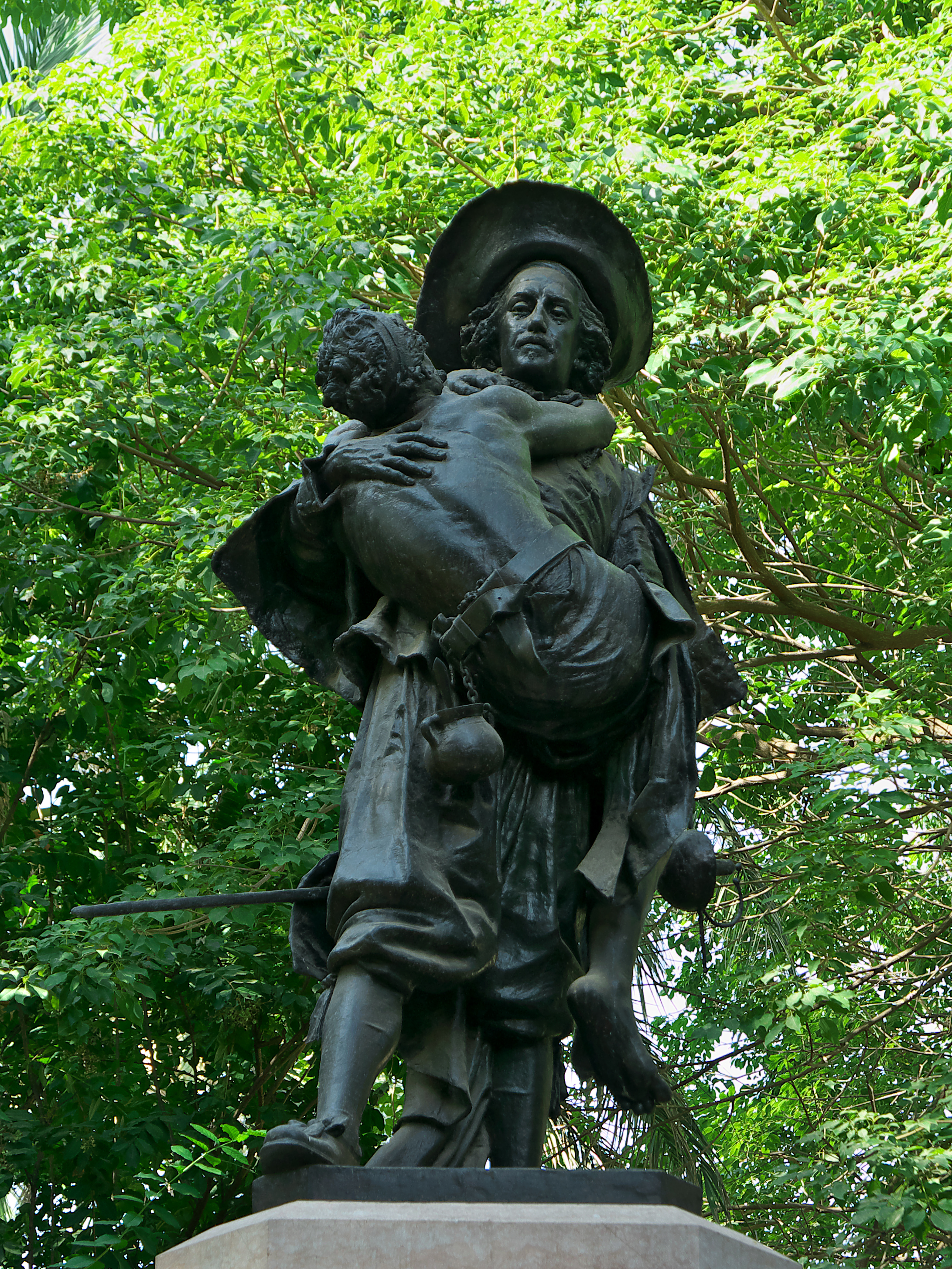
Miquel Mañara niosący żebraka. Rzeźba z brązu. 1902. Antonio Susillo

Po śmierci żony, 17 września 1661 roku w Montejaque, bezdzietny wdowiec zaczął przemyśliwać nad wstąpieniem do zakonu. Wycofał się na pięć miesięcy do pustelni karmelitańskiej na pustyni Las Nieves. Tam, poddawszy się modlitwie i pokucie, postanowił swoje życie całkowicie oddać Jezusowi Chrystusowi. Po powrocie do Sewilli przez kilka miesięcy, przebywając w całkowitym opuszczeniu i samotności, próbował odnaleźć własną drogę naśladowania Zbawiciela.
Według jego pierwszego biografa, ojca Juana de Cárdenas, Mañara jechał konno wzdłuż brzegów Gwadalkiwiru, w upalne letnie popołudnie 1662 roku, gdy wyszła mu na spotkanie, w pobliżu obecnego kościoła świętego Jerzego, grupa ludzi z Bractwa Świętego Miłosierdzia (Santa Caridad), której przewodził brat większy, don Diego de Mirafuentes. Korporacja została poświęcona grzebaniu topielców, których rzeka wyrzuciła na brzeg oraz zmarłych znalezionych na ulicach Sewilli. Po rozmowie z Mirafrentesem Mañara przystąpił dp Bractwa.

### Mañara  i Bractwo Świętego Miłosierdzia

#### Nominacja na brata większego
W Bractwie Świętego Miłosierdzia Mañara zrazu zaczął sprawować funkcję zastępcy pochówków i jałmużny, co pozwoliło mu poznać straszne warunki życia ludzi którzy zmarli lub zginęli na ulicy. Rok po złożeniu ślubu, na kapitule w dniu 9 grudnia 1663 roku zgłosił pomysł zapewnienia opieki miejscowym ubogim przemierzającym nocami ulice miasta. Było to równoznaczne z propozycją utworzenia schroniska dla ubogich. Propozycja ta została odrzucona przez zgromadzenie.
Niewiele później na kapitule 27 grudnia 1663 roku Mañara został wybrany bratem większym. Na trzeciej kapitule, której przewodniczył jako brat większy, 17 lutego 1664, powrócił do pomysłu utworzenia schroniska dla ubogich. Pomysł zdobył akceptację zgromadzonych i Mañara przystąpił do budowy przytułku i kościoła w jego sąsiedztwie.

#### Schronisko dla ubogich

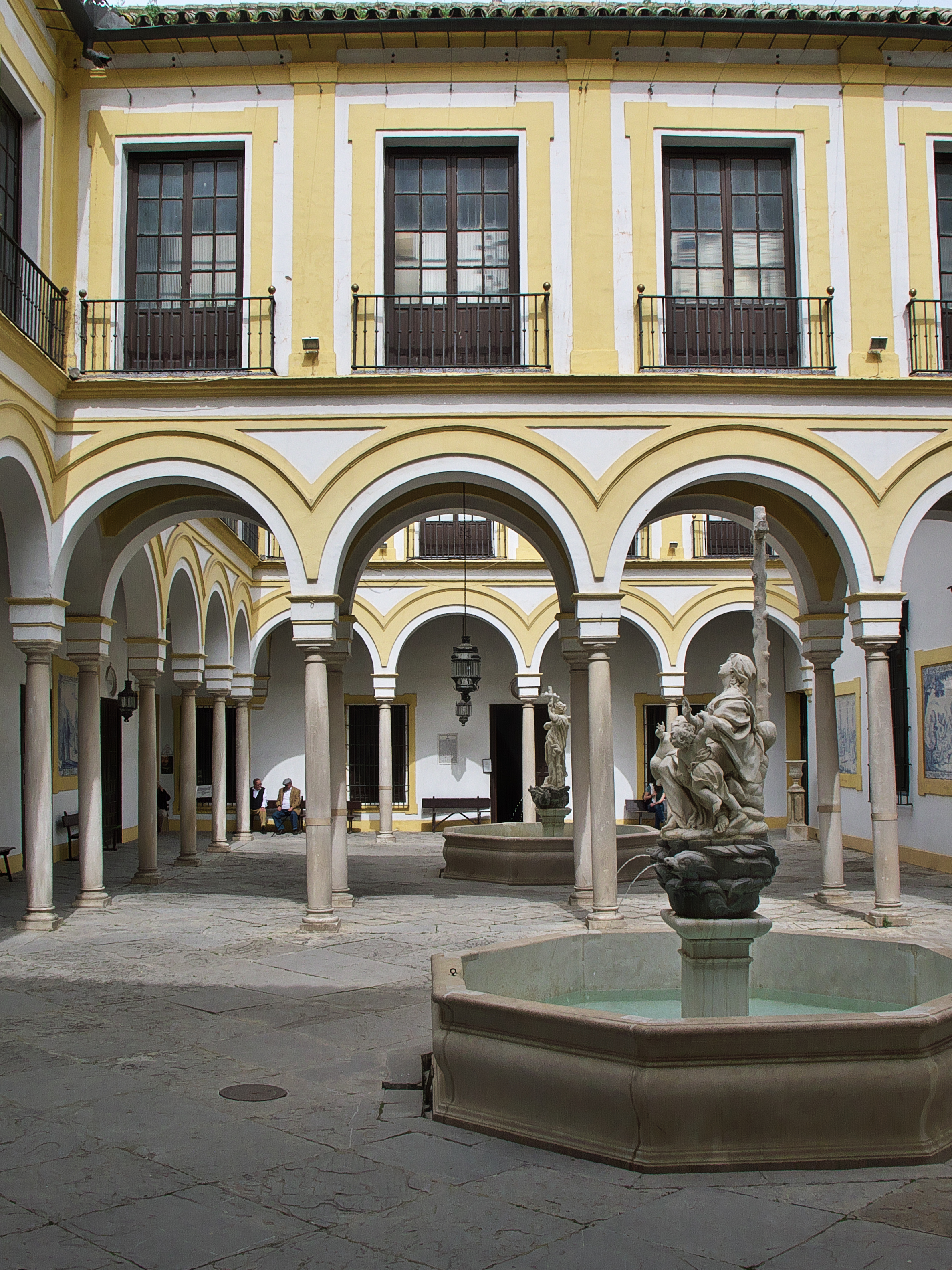
Szpital Świętego Miłosierdzia. Patio

Początki schroniska były skromne. Mañara wynajął pomieszczenie starej stoczni królewskiej, w której umieścił palenisko dla ogrzania chroniących się tu ubogich. Schronisko działało początkowo od 14 września do 23 kwietnia. Od początku dawało ochronę znacznej liczbie potrzebujących.
Zdając sobie sprawę, że praca na rzecz Bractwa wymaga poświęcenia całego czasu, jakim dysponuje, Mañara złożył rezygnację z zajmowanych stanowisk publicznych, między innym w 1666 roku zrezygnował ze stanowiska burmistrza. Chcąc pokryć koszty związane z funkcjonowaniem schroniska wniósł do Bractwa swój majątek. W tym czasie znacznie rozszerza się zakres działalności i zaczyna obejmować obok grzebania zmarłych równieżː przenoszenie znalezionych chorych do szpitali, wspieranie poszkodowanych wskutek powodzi, rozdawanie jałmużny ubogim w klasztorach, szpitalach i więzieniach, zaopatrywanie potrzebujących w ubrania.

#### Dalsze prace Mañary

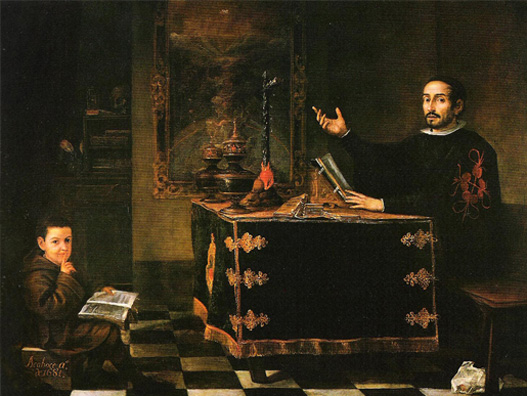
Miquel Mañara przekazujący braciom regułę Bractwa Świętego Miłosierdzia. Obraz Juana de Valdés Leala z 1681

Mañara kilkakrotnie w trakcie swej pracy doświadczał wątpliwości czy nie powinien zrezygnować z zajmowanego stanowiska w Bractwie i umożliwić objęcie go bardziej godnym niż on sam braciom. Jak relacjonuje ojciec Cárdenas, sytuacja taka miała między innymi miejsce w 1668 roku. Wówczas to jego spowiednik, mercedariusz bosy, Juan de la Presentación, poradził mu by kontynuował pracę, a dla pewności poradził się trzech doświadczonych kapłanów. Wszyscy trzej zapytani nakazali mu kontynuować podjęte prace. Ponieważ było ich tak wiele, Mañara za zgodą braci, opuścił swój pałac i zamieszkał w prostych surowych warunkach, jakie oferowało Bractwo.
W 1673 roku zostali ustanowieni Bracia Pokuty, ludzie świeccy, nie należący do Bractwa, którzy chcieli pomagać ubogim. Służba ta została zaakceptowana przez arcybiskupa Spinolę.
Z uwagi na to że wielu chorych i cierpiących nie znajdował pomocy w szpitalach miejskich, szczególnie chorych zakaźnie czy nieuleczalnie, Mañara  zdecydował się na otwarcie szpitala. Pierwsza sala szpitalna została otwarta w czerwcu 1674 roku i liczyła początkowo dwadzieścia cztery łóżka. Z czasem zwiększono ich ilość do pięćdziesięciu. Druga sala została otwarta we wrześniu 1677 roku. W chwili śmierci Mañary była przygotowywana do otwarcia trzecia sala.
Przykład Mañary pociągnął dużą liczbę naśladowców spośród szlachty i arystokracji Sewilli, którzy oddali się pracy wśród ubogich. Pomimo tego, że do Bractwa wstępowało wielu członków spośród warstw uprzywilejowanych, było ono otwrte również dla rzemieślników i ludzi z gminu, którzy chcieli dążyć do doskonałości duchowej. W Bractwie zakładano równość między jego członka,mi, bez względu na pochodzenie społeczne oraz zajmowane uprzednio stanowiska.
Mañara podkreślał w swych dziełach, by traktować ubogich jako nauczycieli i mistrzów dla braci i żywe obrazy Jezusa Chrystusa. Charakteryzował pracę braci jako służbę na rzecz najbardziej potrzebujących. Zalecał pokorę, wytrwałość, pobożność, mądrość i wywyższenie miłości i miłosierdzia, które powinny ożywiać całą pracę braci.
Chcąc zapewnić braciom wytrwanie na obranej drodze podyktował im Regułę Bractwa. Napisał również traktat poświęcony życiu duchowemu, zatytułowany Dyskurs prawdy, wydany w 1778 roku w Sewilli w drukarni don Luisa Bexíneza y Castilla. Za przykładem Bractwa Świętego Miłosierdzia powstał w Andaluzji szereg bractw, które przyjęły nazwę i regułę z Sewilli.

### Śmierć

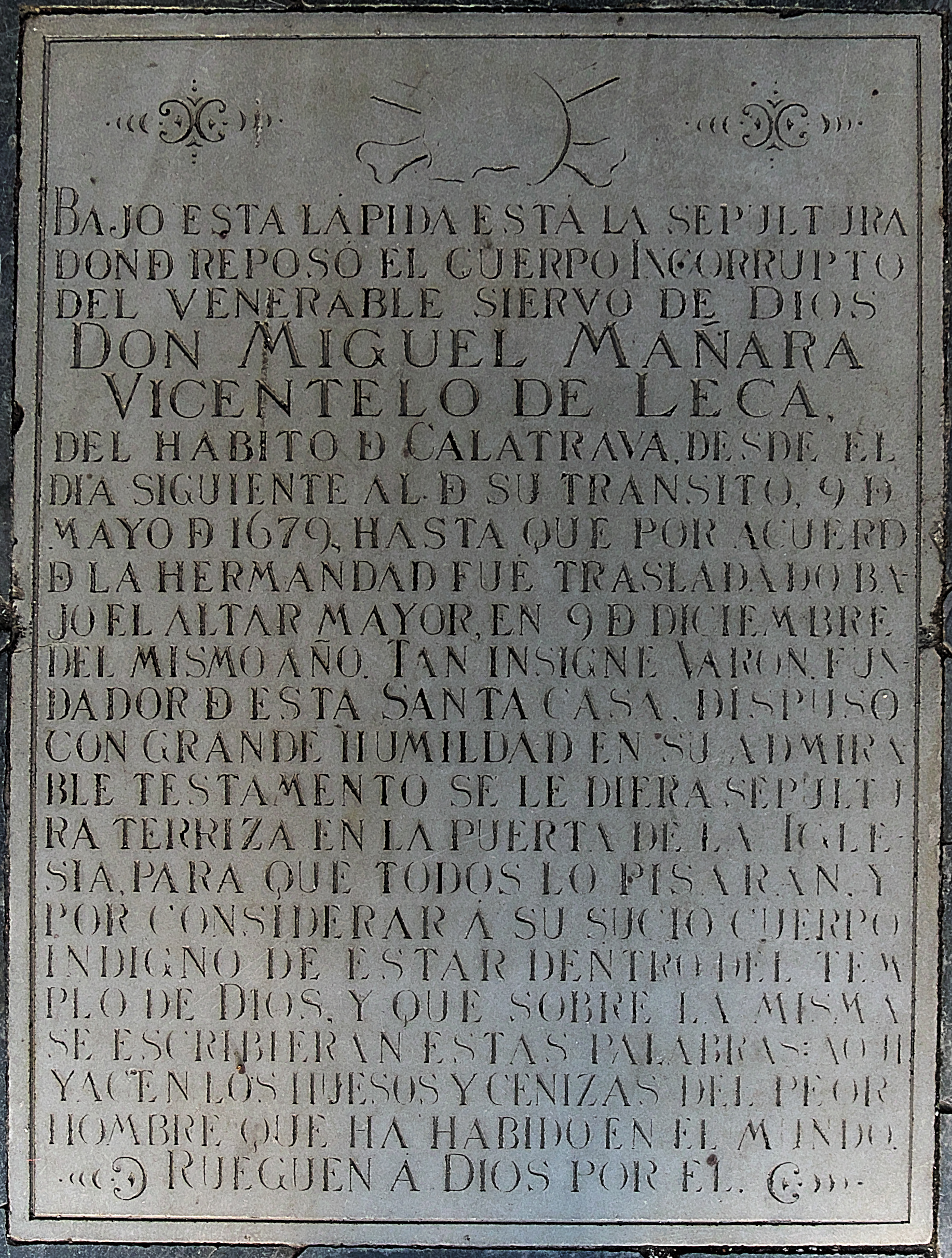
Płyta nagrobna Miquela Mañary w kościele świętego Jerzego.

Mañara zmarł 9 maja 1679 roku. Na wiele dni naprzód cieszył się ze swego odejścia do Boga. 17 marca spisał swą ostatnią wolę, polecił w tym dokumencie, aby go pochowano w podłodze u wejścia do kościoła Miłosierdzia.
Naśladowcy Mañary, z Bractw Świętego Miłosierdzia, które przyjęły jego regułę, uważają go za świętego. Został ogłoszony Czcigodnym Sługą Bożym. Toczy się jego proces beatyfikacyjny.

### Sława uwodziciela
Chociaż nie ma współczesnego świadectwa, które by wskazywało na złe prowadzenie się Mañary, poza jego własną spowiedzią, nazwisko Mañara stało się synonimem uwodziciela. Powiązanie życia Mañary i jego spowiedzi, ze skruchą Don Juana, pochodzącego również z Sewilli bohatera utworów Tirso de Moliny (El burlador de Sevilla) i JoséZorilli (Don Juan de Tenorio), nastąpiło na początku XIX wieku, kiedy rozpoczął się proces beatyfikacyjny Mañary i wyszło z nastawionych antyklerykalnie kręgów liberalnych. Sama spowiedź sprawia raczej wrażenie barokowego samo potępienia się grzesznika przed Bogiem, niż opisu konkretnych czynówː

Ja, don Miquel Mañara, popiół i kurz, nieszczęśliwy grzesznik,  przez większość moich dni udawało mi się obrażać Najwyższy Majestat Boga, mojego Ojca, którego stworzeniem i niewolnikiem pozostaję, wyznajęː Służyłem Babilonowi i diabłu, jego księciu, tysiącem obrzydliwości, wyniosłości, cudzołóstw, fałszywych przysiąg, skandali i kradzieży, których grzechy i zło nie mają liczby, a tylko wielka mądrość Boża może je zliczyć, Jego nieskończona cierpliwość ścierpieć, zaś nieogarnione miłosierdzie wybaczyć.

## Utwory osnute wokół życia Mañary
- Czyśćcowe dusze – opowiadanie Prospera Mériméego z 1834 roku,
- Don Juan de Marana – misterium Alexanre'a Dumasa z 1835 roku,
- Miguel Mañara – misterium Oskara Miłosza z 1912 roku,
- Don Juan de Mañara – opera Henriego Tomasiego z 1944 roku.